# Mavor Island
Mavor Island – niezamieszkana wyspa z archipelagu Wysp Belchera, w regionie Qikiqtaaluk, na terytorium Nunavut, w Kanadzie. Sąsiaduje m.in. z wyspami: Fair Island, Johnnys Island, La Duke Island i Karlay Island.